# 16070 Charops
16070 Charops è un asteroide troiano di Giove del campo troiano. Scoperto nel 1999, presenta un'orbita caratterizzata da un semiasse maggiore pari a 5,1362010 au e da un'eccentricità di 0,1254780, inclinata di 16,25175° rispetto all'eclittica.
L'asteroide è dedicato a Carope, figlio di Ippaso.